# Форт Апалачикола
Форт Апалачикола — археологічна пам'ятка поблизу Голі Трініті, штат Алабама, США. У 1690 році Іспанія побудувала тут, на річці Чаттахучі блокгауз-мазанку, щоб зберегти вплив серед населення провінції Апалачикола. Залишений після приблизно одного року використання та знову відкритий у 1956 році, він був досліджений археологами і тепер належить округу. Він не відкритий для відвідування. Він був оголошений національною історичною пам'яткою в 1964 році.

## Оточення
Форт Апалачикола розташований у сільській місцевості в східній частині округу Рассел, штат Алабама, на обриві з видом на річку Чаттахучі за кілька миль від монастиря Голі Трініті. Місце було обрано іспанським губернатором Ла-Флориди Доном Дієго Де Кірога-і-Лосада через його близькість до Апалачиколи, головного міста Лоуер-Крікс. Площа форту становить близько 72 фути (22 м) впоперек, охоплюючи місце бастіонного зрубу, оточеного дерев'яним частоколом і сухим ровом.

## Історія
Іспанський губернатор був стурбований проникненням англійських торговців з провінції Кароліна на територію Іспанії, де вони забезпечували місцевих індіанців ширшим вибором і вищою якістю торгових товарів, ніж іспанські торговці. Цей форт був побудований для того, щоб поширити іспанський вплив на найпівнічніші частини заявленої території. Наслідком будівництва форту було те, що місцеві кріки замість того, щоб залишитися з іспанцями, мігрували до територій, контрольованих англійцями. Цей крок підірвав призначення форту, який і без того був обтяжений довгою лінією постачання. Тому він був покинутий лише через рік використання та здебільшого зруйнований іспанцями перед від'їздом.
Хоча пізніше село Крік було знову окуповано, у 19 столітті Кріки були витіснені з цієї території через політику виселення американських індіанців. Місце було занедбаним і невідомим до 1956 року, коли археологи та один із монахів монастиря працювали, щоб знайти це місце за кількома збереженими записами. Подальші археологічні розкопки підтвердили знахідку та привели до визначення її національною історичною пам'яткою. Ділянка, розташована на приватній сільськогосподарській землі, була передана округу в 1971 році. Він не відкритий для відвідування.